# Lech Wałęsa – idea i historia
Lech Wałęsa – idea i historia. Biografia polityczna legendarnego przywódcy „Solidarności” do 1988 roku – książka autorstwa Pawła Zyzaka, opublikowana przez wydawnictwo Arcana w 2009 roku. Biografia Lecha Wałęsy napisana w języku polskim. W 2010 roku książka została wyróżniona Nagrodą Literacką im. Józefa Mackiewicza.

## Warsztat
Książka została oparta na pracy magisterskiej, obronionej w czerwcu 2008 roku, której opiekunem był Andrzej Nowak, a recenzentem prof. Zdzisław Zblewski. Praca oparta była na kilkuset źródłach publikowanych, a ponadto na materiałach archiwalnych oraz wywiadach z 53 osobami, z których 13 zastrzegło sobie anonimowość, podając nazwisko wyłącznie na potrzeby archiwum autora.
Na etapie przygotowania publikacji Pawłowi Zyzakowi nie udało się, pomimo wysyłanej korespondencji, uzyskać zgody na rozmowę z Lechem Wałęsą. Zamiast tego współpracownicy prezydenta zaproponowali mu udział w przygotowaniu autobiografii Wałęsy.

## Opinie
Zdaniem promotora pracy magisterskiej, w chwili wydania książki nie było innej publikacji, z której można by poznać więcej informacji na temat Lecha Wałęsy. Maciej Urbanowski z jury Nagrody Literackiej im. Józefa Mackiewicza wskazał, że książka idealnie pasuje do motta nagrody „Jedynie prawda jest ciekawa” oraz wspomniał, że od 1989 roku nie zdarzyło się, żeby jakaś publikacja i jej autor byli aż tak mocno zwalczani. Podkreślał także, że publikację cechuje wyjątkowe dążenie do prawdy, którą autor stara się konsekwentnie prezentować (gromadząc dowody, przepytując świadków), nawet wobec kontrowersji związanych z tematem jego książki.

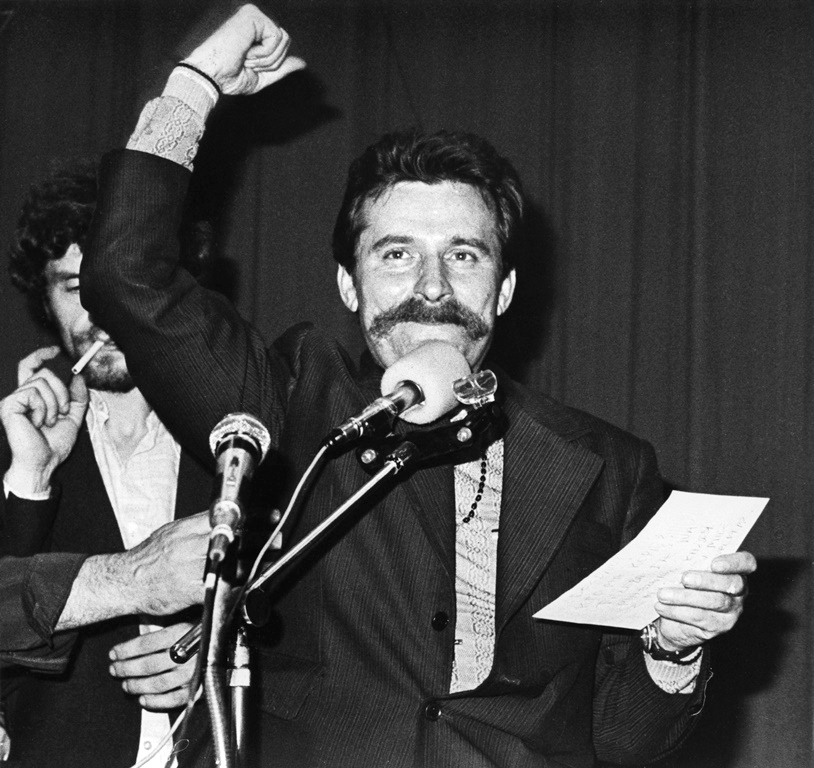
Lech Wałęsa (1980)

Zdaniem Piotra Semki, publikacja nie jest wolna od wad i chętniej daje głos jego antagonistom niż zwolennikom, lecz także uświadamia czytelnikowi, w jak wielu naprawdę ważnych sprawach nie zadawano Wałęsie zbyt uporczywych pytań. Jego zdaniem, wiele faktów dotyczących osoby Wałęsy nie było w ogóle wcześniej prezentowanych lub wcześniejsi autorzy opierali się na jego deklaracjach bez ich weryfikacji'. Semka zauważa także, że dzieło Zyzaka imponuje objętością i ilością użytych źródeł oraz relacji świadków. Jednocześnie zauważa, że Zyzak cytując wypowiedzi, które mogą uchodzić za kontrowersyjne, nie podsumowuje ich, ani nie osądza ich prawdziwości, a także zdarza mu się mieszać wizerunki społeczne oraz cytować naiwne wnioski.
Zdaniem Andrzeja Stankiewicza autor nie potrafił ukryć niechęci do Lecha Wałęsy i sięgał po domysły. W innych opiniach krytykowano również fakt (zdaniem Nowaka w sposób nadmierny), że „autor oparł się na materiałach anonimowych”, pomijając wykorzystanie innych, znacznie liczniejszych i udokumentowanych źródeł, a wypowiedzi nazywane fałszywie anonimowymi są jedynie zastrzeżonymi, gdyż pochodzą od osób znanych autorowi z nazwiska, które jednak nie zgodziły się na ujawnianie swojej tożsamości w książce. Autor potwierdził te informacje.
Z kolei według Piotra Gontarczyka, współautora monografii SB a Lech Wałęsa (2008), książka Zyzaka to nadmierne urologiczne pasje Zyzaka, a nie biografia polityczna Lecha Wałęsy. Gontarczyk zarzuca Zyzakowi niedbałość, podawanie informacji o wątpliwej wartości, brak weryfikacji danych, opieranie się na nieznanych źródłach.
Sam Lech Wałęsa, odnosząc się do wątków prywatnych w pracy Zyzaka, stwierdził, że to barbarzyństwo, chamstwo i bezczelność i to co zrobił ten gówniarz, nie mieści się w pale. Wałęsa wspomniał, że 99 procent faktów to wyłącznie pomówienia i urojenia, a także szydził z nazwiska autora pisząc Gzygzak.

## Procesy sądowe dotyczące książki
W marcu 2010 krakowski sąd rozpatrujący sprawę o zniesławienia (wniesioną przez córkę Lecha Wałęsy, Annę Domińską) przeciw wydawcy książki, wydał w pierwszej instancji wyrok nakazujący wydawcy złożenie przeprosin i nałożył na wydawcę karę grzywny. W uzasadnieniu wyroku zwrócono uwagę, że jeśli Instytut Pamięci Narodowej stwierdził, że nie ma żadnych podstaw do nazywania Wałęsy „TW Bolek”, określanie go tak w książce jest niezgodne z prawdą. Sąd natomiast oddalił powództwo w części dotyczącej zakazu rozpowszechniania książki i podkreślił prawo jej autora do cytowania wypowiedzi innych osób.
W lipcu tego samego roku sąd apelacyjny zmienił powyższy wyrok, uznając, że nie ma potrzeby dokonywania przeprosin ani zapłaty grzywny z uwagi na fakt, że dobra powódki nie zostały naruszone, choć podkreślił w uzasadnieniu, że powinnością autora było poinformować w książce o wyroku sądu lustracyjnego oczyszczającego Lecha Wałęsę z zarzutu bycia współpracownikiem SB. Równocześnie sąd kosztami postępowania obciążył Annę Domińską. Sąd Najwyższy nie przyjął skargi kasacyjnej.
Ponadto w styczniu 2010 roku sąd pierwszej instancji, a w maju 2010 roku sąd apelacyjny oddaliły pozwy adwokata Domińskiej – mecenasa Ryszarda Rydygiera, również uznając, że nie doszło do naruszenia dóbr osobistych powoda.